# الکسیس برتین
الکسیس برتین (انگلیسی: Alexis Bertin؛ زادهٔ ۱۳ مهٔ ۱۹۸۰) بازیکن فوتبال اهل فرانسه است.
از باشگاه‌هایی که در آن بازی کرده‌است می‌توان به باشگاه فوتبال لو آور، باشگاه فوتبال برایتون اند هوو آلبیون، باشگاه فوتبال لیتکس لووچ، و باشگاه فوتبال کن اشاره کرد.